# Epiconcana polyleuca
Epiconcana polyleuca là một loài bướm đêm trong họ Noctuidae.